# Rutilia micans
Rutilia micans là một loài ruồi trong họ Tachinidae.